# Chrysomya megacephala
Chrysomya megacephala is een vliegensoort uit de familie van de bromvliegen (Calliphoridae). De wetenschappelijke naam van de soort is voor het eerst geldig gepubliceerd in 1794 door Fabricius.
Chrysomya megacephala broedt in rottend vlees en kan ziektes overbrengen. Hij komt oorspronkelijk voor in Azië en Afrika, maar wordt sinds 1988 ook aangetroffen in de Verenigde Staten. Daar komt hij sindsdien voor in de zuidelijk staten, waar hij door het klimaat kan leven en zich kan voortplanten.